# Danilo Di Luca
Danilo Di Luca (Spoltore, 2 gennaio 1976) è un ex ciclista su strada italiano.
Professionista dal 1999 al 2013, soprannominato il Killer di Spoltore, è stato vincitore di importanti classiche quali Freccia Vallone, Amstel Gold Race, Liegi-Bastogne-Liegi e Giro di Lombardia, ed ha saputo imporsi anche in grandi corse a tappe vincendo il Giro d'Italia 2007, distinguendosi dunque come corridore completo. Nel 2013 è stato squalificato a vita per doping.

## Carriera

### I primi anni
Corridore tenace e combattivo, con doti da scattista veloce e buon scalatore, nel 1984 disputò la sua prima corsa ciclistica a Picciano, vincendola. Nel 1998, da dilettante con la maglia della Record Cucine Caneva, si aggiudicò la classifica generale del Giro d'Italia Under 23; nella stessa stagione vinse anche il titolo nazionale degli Under-23, il Giro della Regione Friuli Venezia Giulia e la medaglia di bronzo tra gli Under-23 al campionato mondiale di Valkenburg dietro ai connazionali Ivan Basso e Rinaldo Nocentini.
Nel 1999 passò dalla categoria dilettanti al professionismo con il team Cantina Tollo-Alexia Alluminio. Ottenne la prima vittoria tra i pro proprio nel 1999, in una tappa del Giro d'Abruzzo. Nel 2000 si aggiudicò in volata la quinta tappa del Giro d'Italia, con arrivo a Peschici. L'anno dopo si impose nuovamente in una frazione del Giro d'Italia, con arrivo in salita al Santuario di Montevergine di Mercogliano; concluse quindi l'annata 2001 conquistando la vittoria del Giro di Lombardia, il "mondiale d'autunno", davanti a Giuliano Figueras.
Nel 2005 vinse la prima edizione dell'UCI ProTour, classifica che premiava il miglior corridore nel complessivo di piazzamenti tra classiche e corse a tappe durante tutto l'arco della stagione. Incamerò la maggior parte dei punti tra aprile e maggio con i successi alla Vuelta al País Vasco, all'Amstel Gold Race e alla Freccia Vallone, a cui fecero seguito i risultati al Giro d'Italia, un quarto posto finale e due vittorie di tappa.

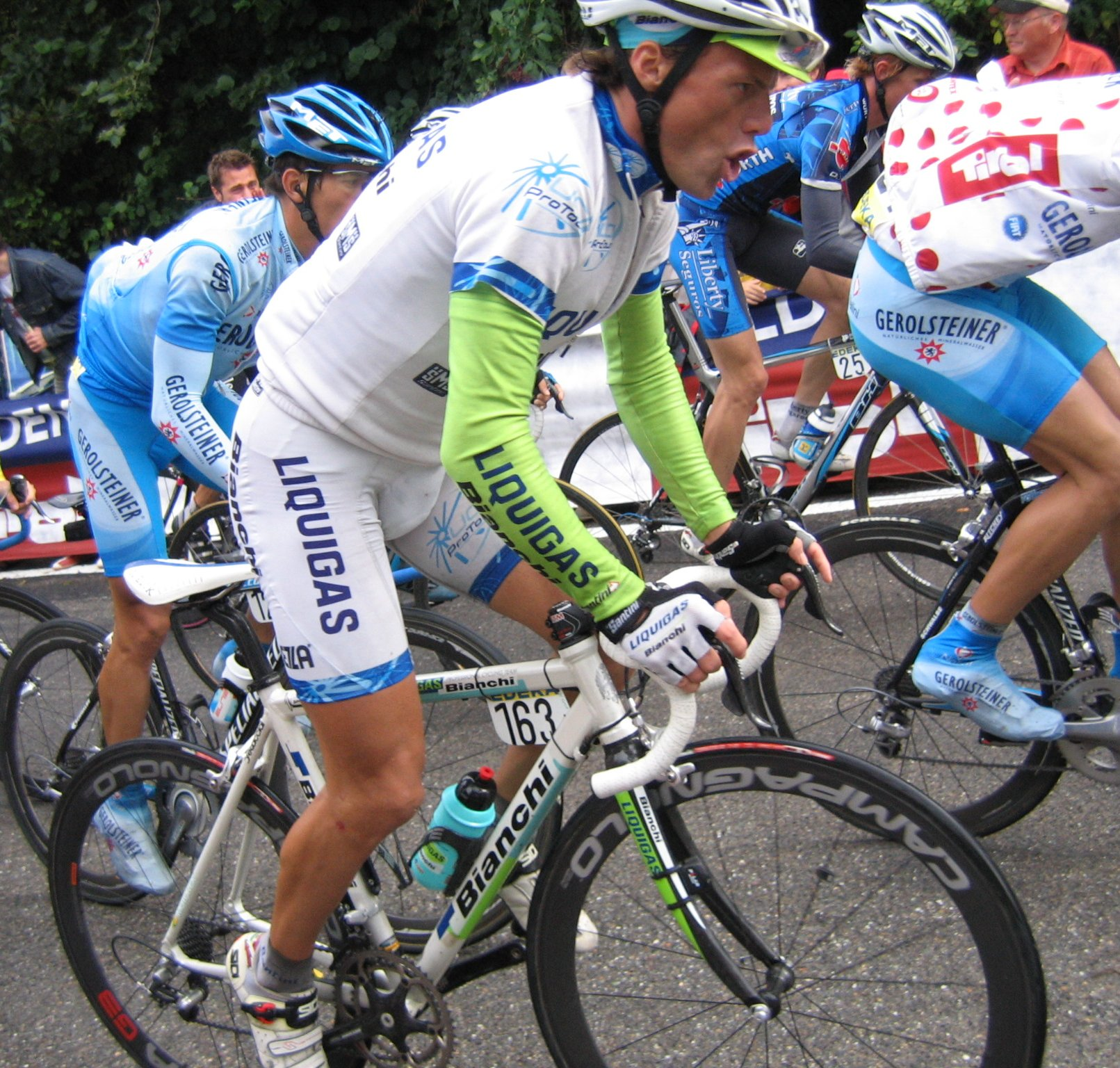
Danilo Di Luca al Deutschland Tour 2005

Nel 2006 programmò il suo primo vero tentativo di conquista del Giro d'Italia; venne però respinto fin dalle prime tappe di montagna e concluse la corsa al ventitreesimo posto. Tentò, vanamente, di rifarsi al Tour de France dove, fin dalle prime tappe, soffrì di una fastidiosa infiammazione al soprasella che lo costrinse al ritiro.

### 2007-2008: la vittoria al Giro e la prima squalifica
Nel 2007 visse la sua primavera migliore. Iniziò con il successo alla Milano-Torino ed una tappa alla Settimana Internazionale di Coppi e Bartali. Si scatenò nelle classiche delle Ardenne, con la vittoria nella Liegi-Bastogne-Liegi e i podi all'Amstel Gold Race e alla Freccia Vallone. Infine conquistò il 90º Giro d'Italia, con due successi di tappa, dieci anni dopo aver vinto il Giro Under 23, diventando in tal modo il primo abruzzese e il corridore italiano più meridionale a portare a casa la maglia rosa. Il 16 ottobre 2007 il giudice di ultima istanza per l'inchiesta Oil for Drugs lo condannò a tre mesi di squalifica per la frequentazione del dr. Santuccione, medico squalificato che era medico di base e amico fin da ragazzo dell'abruzzese. 
Di Luca non poté pertanto correre il Giro di Lombardia. Inoltre, in seguito al deferimento precedente, non poté disputare il campionato del mondo di Stoccarda. In conseguenza della condanna, venne squalificato dalla classifica dell'UCI ProTour.
All'inizio della stagione 2008 Di Luca si trasferì tra le file del team LPR Brakes-Farnese Vini. Il 27 febbraio la Procura Antidoping del CONI, a causa dell'esito «atipico» dell'esame antidoping effettuato subito dopo la diciassettesima tappa del Giro d'Italia 2007 (da Lienz a Monte Zoncolan), chiese a suo carico una squalifica di due anni: dopo l'esclusione della LPR sia dalla Freccia Vallone che dalla Liegi-Bastogne-Liegi, circostanza che precluse al corridore la difesa del titolo, in aprile venne assolto dalle accuse di doping.
In stagione l'abruzzese non riuscì a ripetere il successo al Giro d'Italia: concluse infatti la corsa in ottava posizione, dopo essere arrivato a pochi secondi dalla conquista della maglia sul traguardo del Monte Pora nella diciannovesima frazione. A fine giugno rinnovò fino al 2011 la sua collaborazione con la squadra di Bordonali.

### 2009-2010: il secondo posto al Giro e la seconda squalifica
Nel 2009 partecipò al Giro d'Italia del centenario con ambizioni di vittoria. Vinse la quarta tappa con arrivo a San Martino di Castrozza e al termine della quinta tappa indossò la maglia rosa; si aggiudicò poi in solitaria la decima tappa, la frazione più lunga del Giro, da Cuneo a Pinerolo, staccando i rivali. Perse però la maglia al termine della dodicesima tappa, una cronometro di 61 chilometri, in favore di Denis Men'šov. Concluse il Giro al secondo posto nella generale, dietro a Men'šov, vincendo comunque la maglia ciclamino della classifica a punti.
Il 22 luglio 2009 venne ufficializzata, in attesa delle controanalisi, la sua positività al CERA al Giro d'Italia 2009 in due diversi controlli: il 20 maggio dopo la tappa di Arenzano ed il 28 maggio dopo quella di Benevento. L'8 agosto seguente anche le controanalisi confermano la positività di Di Luca. Già sospeso dall'UCI, in agosto venne licenziato dalla LPR Brakes-Farnese Vini. Il 1º febbraio 2010 viene squalificato per due anni dal Tribunale Nazionale Antidoping del CONI e multato per la somma di 280 000 euro, cui si aggiungono le spese per analisi e controanalisi del campione di sangue (2040 euro). La squalifica sarebbe dovuta terminare il 21 luglio 2011, tuttavia, vista la collaborazione nelle indagini antidoping con la Procura di Padova, il Tribunale Nazionale Antidoping del CONI gli concede uno sconto nella pena di nove mesi e sette giorni, permettendogli di tornare a correre già nell'ottobre del 2010.

### 2011-2013: il rientro e la squalifica a vita

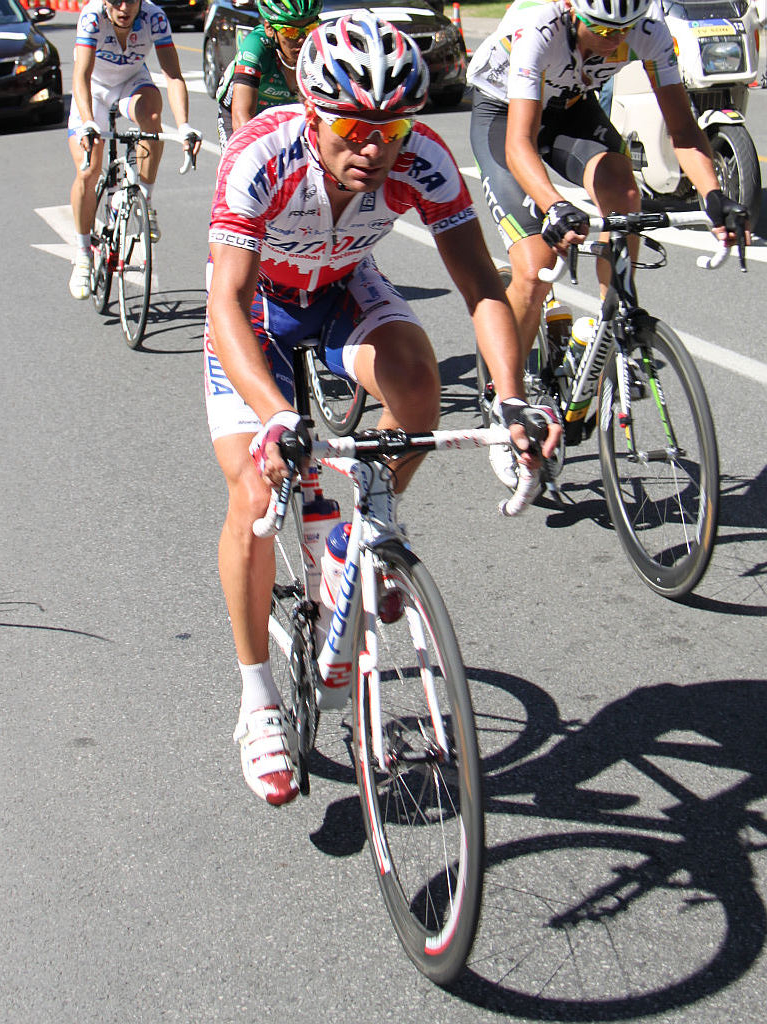
Di Luca al Grand Prix Cycliste de Montréal 2011

Scontata la squalifica, per la stagione 2011 viene messo sotto contratto da Andrei Tchmil nella Katusha. In questa squadra Di Luca non percepisce nessuno stipendio, ma solo premi legati alle prestazioni. Non ottiene però vittorie. Nel 2012 passa all'Acqua & Sapone. In stagione coglie due successi, vincendo una tappa al Giro d'Austria e il Gran Premio Nobili Rubinetterie, oltre a numerosi piazzamenti, tra cui spicca il secondo posto nella prova in linea Elite dei campionati italiani.
Nell'aprile del 2013, a pochi giorni dall'inizio del Giro d'Italia, firma un contratto con la Vini Fantini-Selle Italia, la squadra di Luca Scinto. Il 24 maggio viene annunciata una nuova positività all'EPO, riscontrata in un controllo a sorpresa il 29 aprile.
Il 5 dicembre 2013 il Tribunale Nazionale Antidoping di Roma, vista la sua recidività, ha deciso di sanzionarlo con una squalifica a vita. Il corridore abruzzese è il primo ciclista italiano a subire questo tipo di squalifica.

### Dopo la fine dell'attività agonistica
Dopo la fine dell'attività agonistica è divenuto produttore di biciclette, anche elettriche.
Nel 2016 ha pubblicato il libro Bestie da vittoria in cui ha raccontato la sua vita sportiva.

## Palmarès
- 1994 (Juniores)

Classifica generale Giro della Lunigiana
- 1997 (Dilettanti Under-23, cinque vittorie)

Trofeo Mario Zanchi - Castiglion Fibocchi
Gran Premio Ciclistico San Basso - Cupra Marittima
1ª tappa, 2ª semitappa Giro delle Regioni (Gradoli > Montefiascone)
2ª tappa Giro delle Regioni (Tuscania > Monte San Savino)
5ª tappa Giro delle Regioni (Colfiorito > San Ginesio)
- 1998 (Record Cucine, Dilettanti Under-23, sette vittorie)

3ª tappa Triptyque Ardennais (Malmédy > Spa)
4ª tappa Triptyque Ardennais (Theux > Vielsalm)
Campionati italiani, prova in linea under-23
4ª tappa, 2ª semitappa Giro della Regione Friuli Venezia Giulia (San Giorgio di Nogaro, cronometro)
Classifica generale Giro della Regione Friuli Venezia Giulia
5ª tappa, 2ª semitappa Giro Baby (Montappone, cronometro)
Classifica generale Giro Baby
- 1999 (Cantina Tollo-Alexia Alluminio Italia, una vittoria)

4ª tappa Giro d'Abruzzo
- 2000 (Cantina Tollo, sei vittorie)

Trofeo Pantalica
2ª tappa Vuelta al País Vasco (Oñati > Trapagaran)
Gran Premio Industria e Artigianato
3ª tappa Giro d'Abruzzo (Tortoreto Lido > Tortoreto Paese)
6ª tappa Giro d'Abruzzo (Montesilvano > Tollo)
5ª tappa Giro d'Italia (Matera > Peschici)
- 2001 (Cantina Tollo-Acqua & Sapone, sei vittorie)

4ª tappa Setmana Catalana (Vic > Rasos de Peguera)
3ª tappa Giro d'Abruzzo (Chieti > Casalincontrada)
Classifica generale Giro d'Abruzzo
4ª tappa Giro d'Italia (Potenza > Montevergine di Mercogliano)
Trofeo dello Scalatore
Giro di Lombardia
- 2002 (Saeco Macchine per Caffè, sette vittorie)

Trofeo Laigueglia
4ª tappa Volta a la Comunitat Valenciana (Tavernes > Vallada)
3ª tappa Tirreno-Adriatico (Anagni > Rocca di Cambio)
5ª tappa Tirreno-Adriatico (Rieti > Torricella Sicura)
Gran Premio Fred Mengoni
Giro del Veneto
2ª tappa Vuelta a España (Valencia > Alcoy)
- 2003 (Saeco Macchine per Caffè, cinque vittorie)

3ª tappa, 2ª semitappa Giro della Liguria (Varazze > Alpicella)
Classifica generale Giro della Liguria
6ª tappa Tirreno-Adriatico (Teramo > Torricella Sicura)
Tre Valli Varesine
Coppa Placci
- 2004 (Saeco Macchine per Caffè, tre vittorie)

4ª tappa Vuelta a Murcia (Totana > Alto Collado Bermejo)
Trofeo Matteotti
Classifica generale Brixia Tour
- 2005 (Liquigas-Bianchi, sei vittorie)

1ª tappa Vuelta al País Vasco (Zarautz > Zarautz)
Classifica generale Vuelta al País Vasco
Amstel Gold Race
Freccia Vallone
3ª tappa Giro d'Italia (Diamante > Giffoni Valle Piana)
5ª tappa Giro d'Italia (Celano > L'Aquila)
- 2006 (Liquigas, una vittoria)

5ª tappa Vuelta a España (Plasencia > Estación de Esquí La Covatilla)
- 2007 (Liquigas, sei vittorie)

Milano-Torino
3ª tappa Settimana Internazionale di Coppi e Bartali (Scandiano > Serramazzoni)
Liegi-Bastogne-Liegi
4ª tappa Giro d'Italia (Salerno > Montevergine di Mercogliano)
12ª tappa Giro d'Italia (Scalenghe > Briançon)
Classifica generale Giro d'Italia
- 2008 (LPR Brakes-Ballan, tre vittorie)

4ª tappa Settimana Ciclistica Lombarda (Vertova > Vertova)
Classifica generale Settimana Ciclistica Lombarda
Giro dell'Emilia
- 2009 (LPR Brakes-Farnese Vini, una vittoria)

4ª tappa Giro del Trentino (Sillian > Peio Fonti)
4ª tappa Giro d'Italia (Padova > San Martino di Castrozza)
10ª tappa Giro d'Italia (Cuneo > Pinerolo)
- 2012 (Acqua & Sapone, due vittorie)

2ª tappa Österreich-Rundfahrt (Innsbruck > Kitzbüheler Horn)
Gran Premio Nobili Rubinetterie

### Altri successi
- 2000 (Cantina Tollo)

2ª prova Memorial Turi D'Agostino - Acireale (Criterium)
- 2005 (Liquigas-Bianchi)

Albese con Cassano (Criterium)
Hadsten (Criterium)
Classifica punti Vuelta al País Vasco
Memorial Denis Zanette - Sacile (Circuito)
Classifica generale UCI ProTour
- 2007 (Liquigas)

1ª tappa Giro d'Italia (Caprera > La Maddalena, cronosquadre)
Classifica a punti Giro d'Italia
Trofeo Vincenzo Torriani Giro d'Italia
Aalst (Criterium)
Gouden Pijl Emmen (Criterium)
- 2008 (LPR Brakes-Ballan)

Classifica Gran Premi della montagna Tour of Britain
Classifica generale Coppa Italia
- 2009 (LPR Brakes-Farnese Vini)

1ª tappa Settimana Ciclistica Lombarda (Brignano Gera d'Adda, cronosquadre)
Classifica a punti Giro d'Italia
Premio Azzurri d'Italia Giro d'Italia
Circuito degli Assi

## Piazzamenti

### Grandi Giri
- Giro d'Italia

1999: ritirato (13ª tappa)
2000: ritirato (17ª tappa)
2001: 24º
2005: 4º
2006: 23º
2007: vincitore
2008: 8º
2009: 2º
2011: 69º
2013: non partito (20ª tappa)
- Tour de France

2003: ritirato (13ª tappa)
2006: non partito (2ª tappa)
- Vuelta a España

2000: non partito (12ª tappa)
2001: ritirato (15ª tappa)
2002: 20º
2004: ritirato (19ª tappa)
2006: non partito (18ª tappa)

### Classiche monumento
- Milano-Sanremo

1999: 96º
2001: 119º
2002: ritirato
2003: 80º
2004: 54º
2005: 27º
2008: 58º
2009: 41º
2012: 63º
- Giro delle Fiandre

2001: ritirato
- Liegi-Bastogne-Liegi

2002: 34º
2003: 8º
2004: non partito
2005: 26º
2006: 9º
2007: vincitore
2011: 41º
- Giro di Lombardia

1999: 2º
2000: ritirato
2001: vincitore
2002: 45º
2003: 41º
2005: ritirato
2006: 9º
2012: 20º

### Competizioni mondiali
- Campionati del mondo

San Sebastián 1997 - In linea Under-23: 6º
Valkenburg 1998 - In linea Under-23: 3º
Plouay 2000 - In linea Elite: ritirato
Lisbona 2001 - In linea Elite: 89º
Zolder 2002 - In linea Elite: 40º
Hamilton 2003 - In linea Elite: 66º
Salisburgo 2006 - In linea Elite: 34º
- Giochi olimpici

Sydney 2000 - In linea: 11º

## Riconoscimenti
- Premio Italia under 23 nel 1998
- Giglio d'Oro nel 2000 (Rivelazione dell'anno), 2005
- Oscar TuttoBici nel 2005
- Premio Italia professionisti nel 2005 2007
- Trofeo Rocky Marciano nel 2007

## Libri
- Bestie da vittoria, con Alessandra Carati, Piemme, 2016 ISBN 978-8856649994